# Cerámica estampillada

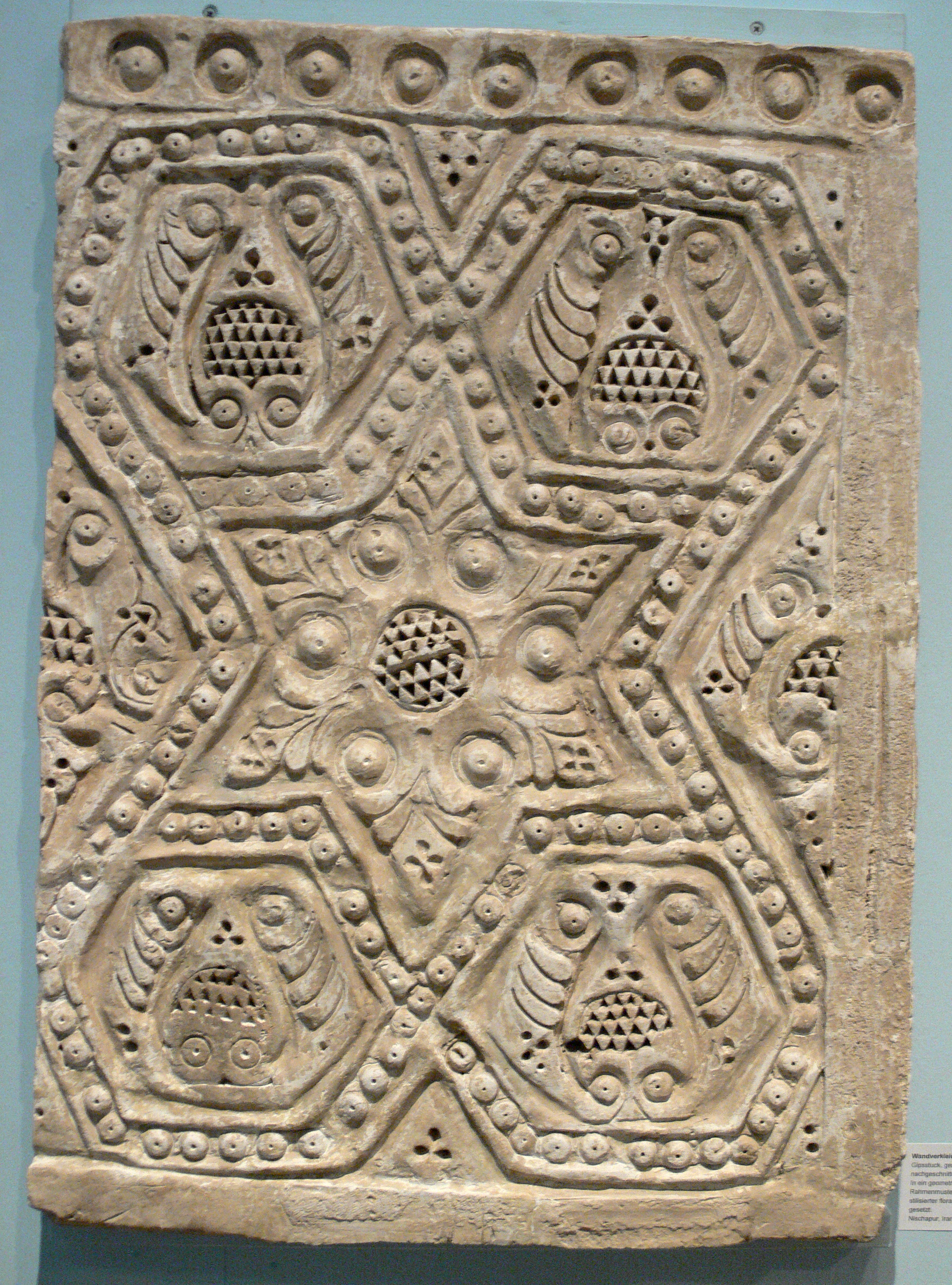
Diversos motivos geométricos y simbólicos estampillados en una plaqueta de Nishapur, Irán, hacia 1220

Cerámica estampillada o que ha recibido ‘estampilla’, es el conjunto de piezas u objetos alfareros en general que han sido marcados con un sello de manufactura o propiedad, o bien aquellos otros en cuya fábrica se utilizaron matrices o moldes de estampillado. El ejemplo más antiguo y reconocido es la producción de «terra sigillata» romana.
Como recurso decorativo, también es representativa de la cerámica andalusí durante el periodo almohade, complementaria del esgrafiado y la técnica de la cuerda seca en el conjunto de la cerámica no vidriada, precedente de la técnica de cuenca o arista. y en general del uso de moldes de estampillado en azulejería. También fue durante siglos el recurso de decoración y sello en la fabricación de tinajas, en razón de la presión mínima que se necesitaba para grabar la pared del recipiente sin deformar el barro sin cocer.
Como es de recibo en las técnicas de impresión y grabado, el sello se presiona sobre el barro fresco y suele incluir «un motivo ornamental en negativo».

## Motivos de estampillado en la cerámica andalusí
De la cerámica andalusí hallada en los yacimientos arqueológicos de la península ibérica se conoce un amplio repertorio de motivos estampillados, bien fueran geométricos, vegetales (flores, palmetas), zoomorfos o antropomorfos (como la mano de Fátima), simbólicos, epigráficos (con suras o referencias al Corán), además de diversos motivos arquitectónicos (arcos de diferentes formas: simples, de herradura, polibulados, etc.). A veces incluso aparecen varios sellos en la misma pieza, dispuestos en bandas horizontales o combinados con sencillos esgrafiados. Asimismo, en algunos restos cerámicos se ha barnizado el estampillado con un «vedrío monocromo en una o en sus dos caras» simbólicos.

## Visualización de ejemplos de estampillado

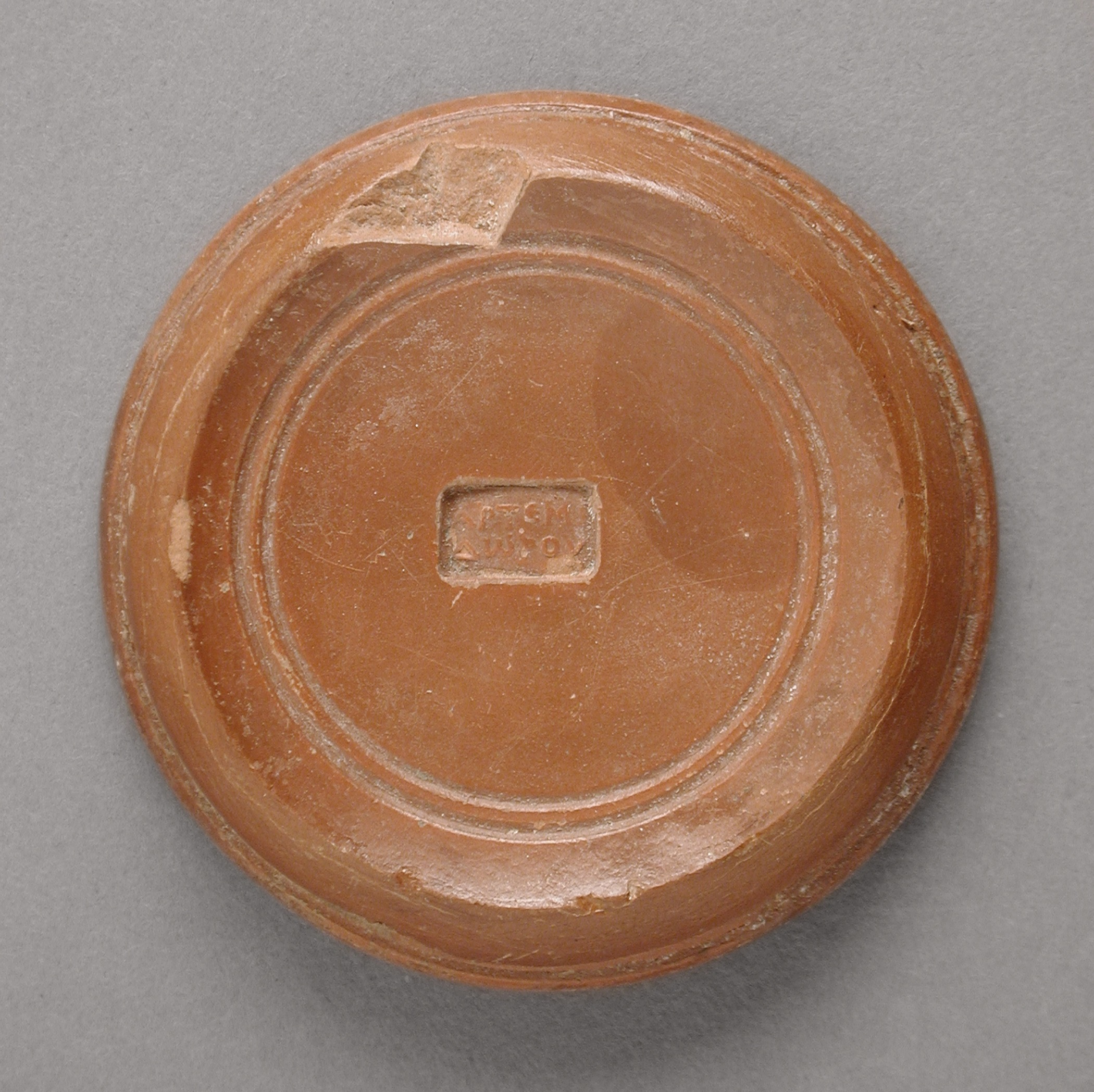
Inscripción en caracteres griegos en el envés de una pieza de terracota hallada en Egipto y datada en hacia 332 a. C. - 337 d. C.
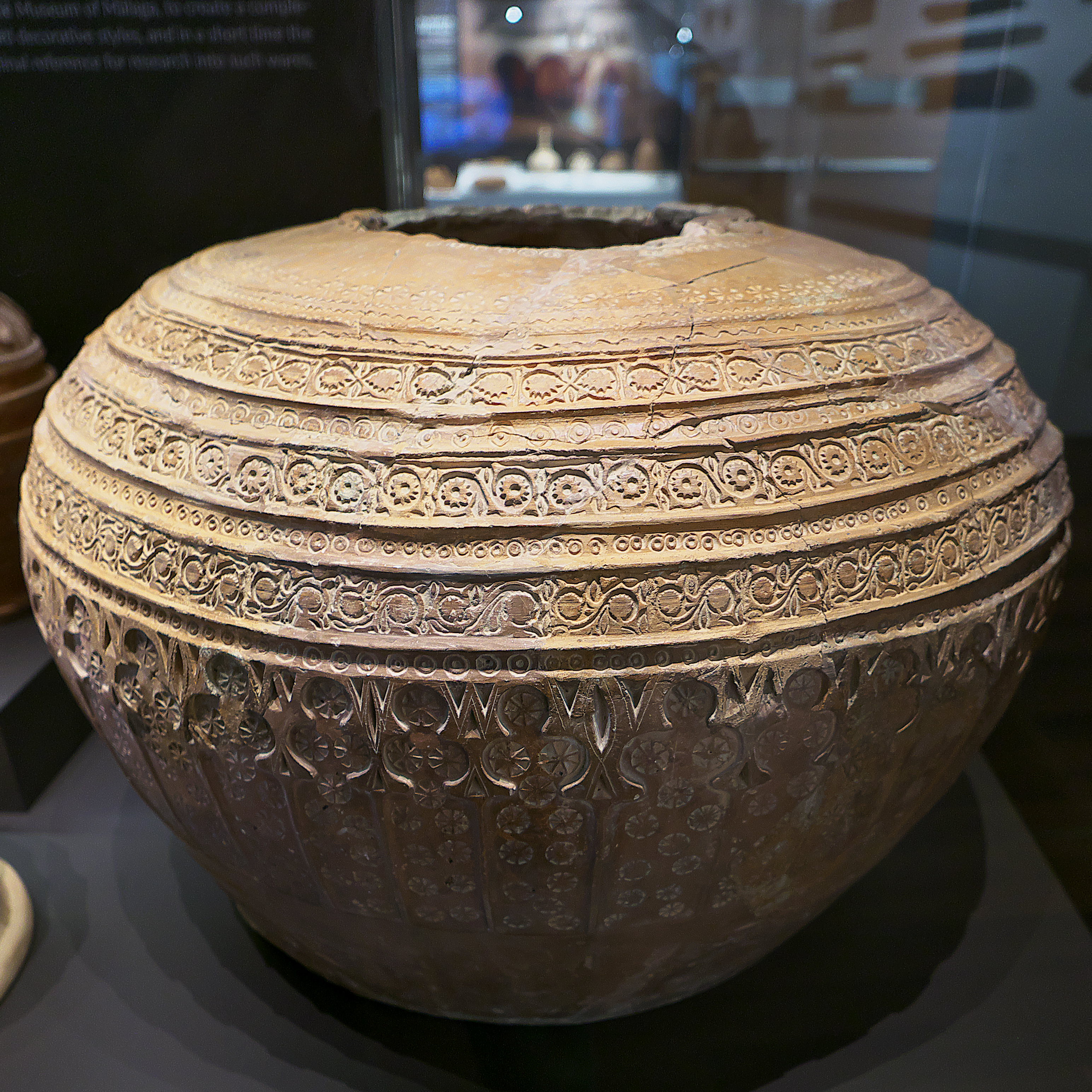
Tinajilla decorada con motivos geométricos estampillados. Periodo almohade-nazarí (ss. XIII-XIV). Procedente de la Alcazaba de Málaga.
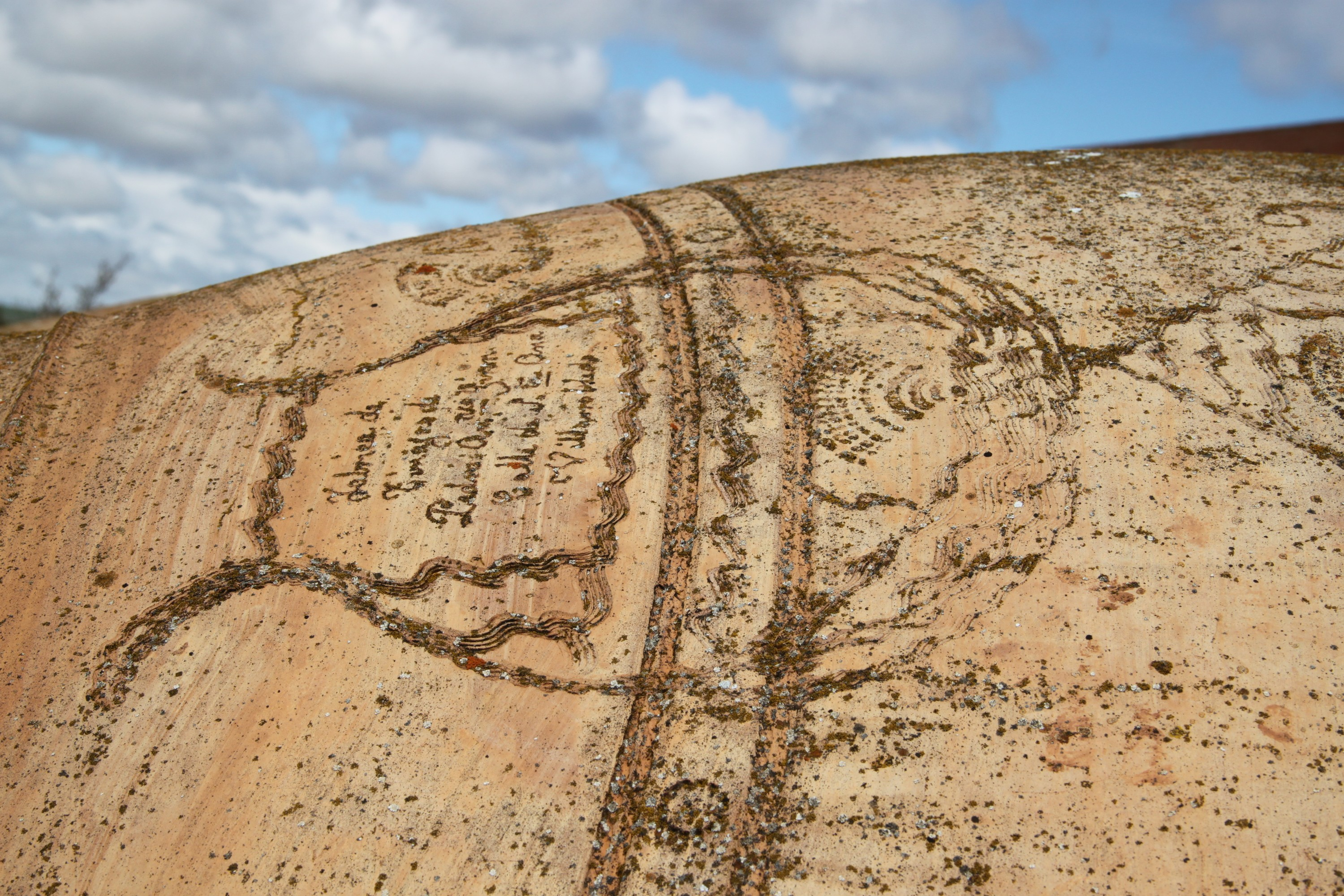
Sellos y marcas de Pedro Antonio Girón, miembro de una de las familias de fabricantes mayoristas de Villarrobledo (Albacete, España), grabados en una de sus tinajas, con una capacidad aproximada de 500 arrobas (unos seis mil litros de vino).